# Momence (Illinois)
Momence es una ciudad ubicada en el condado de Kankakee en el estado estadounidense de Illinois. En el Censo de 2010 tenía una población de 3310 habitantes y una densidad poblacional de 785,01 personas por km².

## Geografía
Momence se encuentra ubicada en las coordenadas 41°9′49″N 87°39′49″O / 41.16361, -87.66361. Según la Oficina del Censo de los Estados Unidos, Momence tiene una superficie total de 4.22 km², de la cual 3.97 km² corresponden a tierra firme y (5.96%) 0.25 km² es agua.

## Demografía
Según el censo de 2010, había 3310 personas residiendo en Momence. La densidad de población era de 785,01 hab./km². De los 3310 habitantes, Momence estaba compuesto por el 83.02% blancos, el 5.14% eran afroamericanos, el 0.54% eran amerindios, el 0.27% eran asiáticos, el 0% eran isleños del Pacífico, el 8.67% eran de otras razas y el 2.36% pertenecían a dos o más razas. Del total de la población el 18.58% eran hispanos o latinos de cualquier raza.